# 2002 au Brésil
Chronologie du Brésil
- 1998
- 1999
- 2000
- 2001
- 2002
- 2003
- 2004
- 2005
- 2006

Cette page concerne des événements d'actualité qui se sont produits durant l'année 2002 au Brésil.

## Événements
- 30 juin : le Brésil est champion du monde de football pour la cinquième fois de son histoire, battant l'Allemagne par deux buts de Ronaldo en finale de la 17e coupe du monde[1] ;
- 24 juillet : le tueur en série brésilien Francisco de Assis Pereira, surnommé « le maniaque du parc », est condamné à 121 ans de prison pour l'assassinat de cinq femmes à São Paulo[2] ;
- 27 octobre : le candidat du Parti des travailleurs, Luiz Inácio Lula da Silva dit « Lula », remporte l'élection présidentielle brésilienne[3].

## Décès
- 12 décembre : Orlando Villas-Bôas, indigéniste